# Zschiedge
Zschiedge ist eine Gemarkung im Stadtteil Burgk der sächsischen Großen Kreisstadt Freital im Landkreis Sächsische Schweiz-Osterzgebirge.

## Geographie
Zschiedge liegt im Osten des Freitaler Stadtgebietes. Im Nordwesten grenzt Birkigt an, im Süden und Südwesten Burgk. Im Nordosten schließt sich der Stadtteil Coschütz der Landeshauptstadt Dresden an. In der Nähe verläuft die Trasse der Windbergbahn.

## Geschichte
Zschiedge wurde 1558 erstmals urkundlich erwähnt. 1764 lag die Verwaltungszugehörigkeit des Ortes beim Amt Dresden. Zur selben Zeit übte das Rittergut Potschappel die Grundherrschaft aus. Von 1856 bis 1875 gehörte Zschiedge zum Gerichtsamt Döhlen, später zur Amtshauptmannschaft Dresden. 1915 wurde Zschiedge nach Burgk eingemeindet. 1924 wurde Burgk ein Stadtteil der 1921 gegründeten Stadt Freital, Zschiedge wurde kein eigener Stadtteil der neuen Stadt, es blieb Burgk zugeordnet und existiert nur noch als Gemarkung.

### Entwicklung der Einwohnerzahl
| Jahr | Einwohner  |
| ---- | ---------- |
| 1764 | 15 Häusler |
| 1834 | 157        |
| 1871 | 390        |
| 1890 | 385        |
| 1910 | 429        |